# Актуарий (Византия)
Актуа́рий (лат. actuarius) — почётный титул византийских придворных врачей.
В истории медицины именем Актуария обозначают прежде всего Иоанна, сына Захария (ок. 1275 — после 1328), жившего в Византии в правление Андроника II Палеолога. Его главное сочинение — руководство по практической медицине — было напечатано в латинском переводе с греческого подлинника под заглавием «Actuarii Ioannis, filii Zachariae, Metodi medendi Libri VI» (Венеция, 1554).